# Distretto di Suzak
Il distretto di Suzak (in kirghiso Сузак району?, Suzak rayonu) è un distretto (raion) del Kirghizistan con  capoluogo Suzak.

## Società

### Etnie e minoranze straniere
- kirghisi 61,2%
- usbechi 34,6%
- turchi 1,9%